# دوستوک (شهرستان سوزک)
دوستوک (به لاتین: Dostuk) روستایی در قرقیزستان است که در شهرستان سوزک واقع شده‌است. دوستوک ۱٬۵۷۸ نفر جمعیت دارد.